# Emily Nasrallah
Pour les articles homonymes, voir Nasrallah (homonymie).
Emily Daoud Nasrallah (arabe : اميلي نصرالله, Imilī Naṣr Allāh), est une écrivaine libanaise, née le 6 juillet 1931 à Kfeir (Liban) et morte à Beyrouth le 14 mars 2018, à l'âge de 86 ans.

## Biographie
Emily Daoud Abi Rached de son nom de jeune fille est née le 6 juillet 1931 à Kfeir (en) au Liban. Elle est diplômée en 1958 de l’université américaine de Beyrouth en éducation et littérature. Journaliste au quotidien libanais As-Sayyad, elle acquiert vite cependant une renommée littéraire avec la publication de son premier roman Oiseaux de Septembre en 1962. Suivront d’autres romans, des recueils de nouvelles et de la littérature pour enfants,.
Les thèmes récurrents dans l’œuvre d'Emily Nasrallah concernent principalement la famille, la vie de campagne au Liban, la guerre, l’émigration et les droits de la femme.

## Romans (sélection)
- Tuyur Aylul (Oiseaux de septembre). Lauréat du prix littéraire Said Akl en 1962.
- Shajarat al-Difla (Le laurier rose), 1968.
- Al-Rahina (L’otage), 1974
- Tilka l-dhikrayat (Ces souvenirs-là), 1980
- Al-Iqlaʿ ʿaks al-zaman (Vol à l’envers du temps), 1981
- Al-Jamr al-ghafi (Les braises endormies), 1995[4]
- Ma Hadatha Fi Jouzour Tamaya (Ce qui s’est passé aux iles Tamaya)